# AKB48
AKB48 (utläses: "A-K-B- Forty-eight") är en japansk musikgrupp. Namnet kommer från Akihabara, det område i Tokyo där gruppen har sin teater. I maj 2014 utökades gruppen till 140 medlemmar. Idén med AKB48 var, enligt producenten Yasushi Akimoto, att skapa en musikgrupp som (till skillnad från en vanlig popgrupp) emellanåt ger konserter i TV och även har en egen teater där de uppträder dagligen.
Animen AKB0048 är baserad på gruppen.

## Diskografi

### Singlar
|    | Titel                                    | Släpptes   |
| -- | ---------------------------------------- | ---------- |
| 01 | Sakura no Hanabiratachi (桜の花びらたち) | 2006-02-01 |
| 02 | Skirt, Hirari (スカート、ひらり)         | 2006-06-07 |

|    | Titel | Släpptes   |
| -- | --- | ---------- |
| 01 | Aitakatta (会いたかった) | 2006-10-25 |
| 02 | Seifuku ga Jama wo Suru (制服が邪魔をする) | 2007-01-31 |
| 03 | Keibetsu Shiteita Aijou (軽蔑していた愛情) | 2007-04-18 |
| 04 | BINGO! | 2007-07-18 |
| 05 | Boku no Taiyou (僕の太陽) | 2007-08-08 |
| 06 | Yuuhi wo Miteiru ka? (夕陽を見ているか?) | 2007-10-31 |
| 07 | Romance, Irane (ロマンス、イラネ) | 2008-01-23 |
| 08 | Sakura no Hanabiratachi 2008 (桜の花びらたち2008) | 2008-02-27 |
| 09 | Baby! Baby! Baby! - Download exclusive | 2008-06-13 |
| 10 | Oogoe Diamond (大声ダイヤモンド) | 2008-10-22 |
| 11 | 10nen Zakura (10年桜) | 2009-03-04 |
| 12 | Namida Surprise! (涙サプライズ！) | 2009-06-24 |
| 13 | Iiwake Maybe (言い訳Maybe) | 2009-08-26 |
| 14 | RIVER | 2009-10-21 |
| 15 | Sakura no Shiori (桜の栞) | 2010-02-17 |
| 16 | Ponytail to Shushu (ポニーテールとシュシュ) | 2010-05-26 |
| 17 | Heavy Rotation (ヘビーローテーション) | 2010-08-18 |
| 18 | Beginner | 2010-10-27 |
| 19 | Chance no Junban (チャンスの順番) | 2010-12-08 |
| 20 | Sakura no Ki ni Narou (桜の木になろう) | 2011-02-16 |
| 21 | Everyday, Katyusha (Everyday、カチューシャ) | 2011-05-25 |
| 22 | Flying Get (フライングゲット) | 2011-08-24 |
| 23 | Kaze wa Fuiteiru (風は吹いている) | 2011-10-26 |
| 24 | Ue Kara Mariko (上からマリコ) | 2011-12-07 |
| 25 | GIVE ME FIVE! | 2012-02-15 |
| 26 | Manatsu no Sounds Good! (真夏のSounds Good!) | 2012-05-23 |
| 27 | Gingham Check (ギンガムチェック) | 2012-08-29 |
| 28 | UZA | 2012-10-31 |
| 29 | Eien Pressure (永遠プレッシャー) | 2012-12-05 |
| 30 | So long! | 2013-02-20 |
| 31 | Sayonara Crawl (さよならクロール) | 2013-05-22 |
| 32 | Koi Suru Fortune Cookie (恋するフォーチュンクッキー) | 2013-08-21 |
| 33 | Heart Ereki (ハート・エレキ) | 2013-10-30 |
| 34 | Suzukake no Ki no Michi de "Kimi no Hohoemi o Yume ni Miru" to Itte Shimattara Bokutachi no Kankei wa Do Kawatte Shimau no ka, Bokunari ni Nan-nichi ka kangaeta Ue de no Yaya Kihazukashii Ketsuron no Yo na Mono | 2013-12-11 |
| 35 | Mae Shika Mukanee (前しか向かねえ) | 2014-02-26 |
| 36 | Labrador Retriever (ラブラドール･レトリバー) | 2014-05-21 |
| 37 | Kokoro no Placard (心のプラカード) | 2014-08-27 |
| 38 | Kibōteki Refrain (希望的リフレイン) | 2014-11-16 |
| 39 | Green Flash | 2015-03-04 |
| 40 | Bokutachi wa Tatakawanai (僕たちは戦わない) | 2015-05-20 |
| 41 | Halloween Night (ハロウィン・ナイト) | 2015-08-26 |
| 42 | Kuchibiru ni Be My Baby (唇にBe My Baby) | 2015-12-09 |
| 43 | Kimi wa Melody (君はメロディー) | 2016-03-09 |
| 44 | Tsubasa wa iranai (翼はいらない) | 2016-06-01 |
| 45 | Love Trip / Shiawase wo Wakenasai (LOVE TRIP/しあわせを分けなさい) | 2016-08-31 |
| 46 | High Tension (ハイテンション) | 2016-11-16 |
| 47 | Shoot Sign (シュートサイン) | 2017-03-15 |
| 48 | Negaigoto no Mochigusare (願いごとの持ち腐れ) | 2017-05-31 |
| 49 | #Sukinanda (＃好きなんだ) | 2017-08-31 |
| 50 | 11gatsu no Anklet (11月のアンクレット) | 2017-11-22 |

### Album
1. Set List: Greatest Songs 2006–2007
2. Kamikyokutachi
3. Koko ni Ita Koto
4. 1830m
5. Tsugi no Ashiato
6. Koko ga Rhodes da, Koko de Tobe!
7. 0 to 1 no Aida
8. Thumbnail

## Filmografi

### Dokumentärer
- [2011-01-22] DOCUMENTARY of AKB48 to be continued "10 Nengo, Shoujo Tachi wa Ima no Jibun ni Nani o Omou Nodarou?"
- [2012-01-27] DOCUMENTARY of AKB48 Show must go on Shoujo-tachi wa Kizutsuki Nagara, Yume wo Miru
- [2013-02-01] DOCUMENTARY of AKB48 No flower without rain Shoujo Tachi wa Namida no Ato ni Nani wo Miru?
- [2014-07-04] DOCUMENTARY of AKB48 The Time Has Come

## Fotoböcker
- AKB48 JUMP & CRY (2007/03/03)
- Request Hour Set List Best 100 Photobook (リクエストアワー セットリスト ベスト100) (2007-07-25)
- 48 Genshou (2007-11-19)
- AKB48 visual book 2008 featuring team A (AKB48　ヴィジュアルブック　2008 featuring team A) (2008-03-18)
- AKB48 visual book 2008 featuring team K (AKB48　ヴィジュアルブック　2008 featuring team K) (2008-03-18)
- AKB48 visual book 2008 featuring team B (AKB48　ヴィジュアルブック　2008 featuring team B) (2008-03-18)
- AKB48 visual book 2008 featuring Research Student (AKB48　ヴィジュアルブック　2008 featuring team Research Student) (2008-03-18)
- AKB48 Sousenkyo! Mizugi Surprise Happyou (AKB48総選挙! 水着サプライズ発表) (2009-08-20)
- AKB48 FASHION BOOK Wagamama Girlfrined ~Oshare Princess wo sagase! (2010-03-30)
- AKB48 Yuusatsu THE RED ALBUM (2011-03-25)
- AKB48 Yuusatsu THE BLUE ALBUM (2011-03-25)
- 'AKBINGO! OFFICIAL BOOK (AKBINGO! オフィシャル BOOK) (2010-04-30)
- AKB48 Sousenkyo! Mizugi Surprise Happyou 2012 (AKB48総選挙！水着サプライズ発表 2012) (2012-08-01)
- AKB48 Yuusatsu THE YELLOW ALBUM (2012-12-26)
- AKB48 Yuusatsu THE GREEN ALBUM (2012-12-26)